# Tưởng Thiên Lưu
Tưởng Thiên Lưu (tiếng Trung: 蔣天流, 1921–2012) là một nữ học giả văn sử và minh tinh điện ảnh Trung Hoa.

## Tiểu sử
Bà Tưởng Thiên Lưu có nguyên danh là Tưởng Thiên Lưu (蔣天鎏), tự Vịnh Xuân (詠春), biệt danh Vĩnh Thanh (永青), sinh ngày 16 tháng 6 năm 1921 tại thị trấn Thái Thương. Năm 1927, bà được nhận vào Đại học Thanh Hoa dưới sự giám hộ của học giả nức tiếng đương thời Trần Dần Khác, đến năm 1929 thì tốt nghiệp.
Vào năm 1940, Tưởng Thiên Lưu gia nhập Thượng Hải Điện ảnh Chế phiến Xưởng, được xuất hiện trong một số phim với vai trò diễn viên phụ họa. Năm 1941, bà lại gia nhập Hoa Nghệ kịch đoàn và bắt đầu nổi tiếng. Năm 1942, Tưởng Thiên Lưu chuyển đến Trùng Khánh để gia nhập Trung Quốc Nghệ thuật Kịch xã. Mùa thu năm 1944, bà đến Thành Đô theo học Kim Lăng Nữ tử Văn lý Học viện với mục đích chính là đọc sách.
Khi chiến sự Hoa – Nhật vừa kết thúc, Tưởng Thiên Lưu trở lại Thượng Hải tiếp tục diễn kịch và đóng phim. Sau khi nước Cộng hòa Nhân dân Trung Hoa thành lập, bà được đề bạt làm giáo sư văn học của Đại học Phục Đán, tuy vậy sự nghiệp diễn xuất vẫn tiếp tục cho đến những năm cuối đời.
Hồi 17:30 ngày 19 tháng 12 năm 2012, Tưởng Thiên Lưu tạ thế tại Thượng Hải sau một cơn trụy tim.